# 日本マスコミ文化情報労組会議
日本マスコミ文化情報労組会議（にほんますこみぶんかじょうほうろうそかいぎ、英語：Massmadia & Information Culture、略称：MIC）は、新聞社、印刷、放送局、出版社、映画制作、広告、音楽、IT、それぞれの労働組合の連合会・協議会等で構成された組織である。

## 構成組織
構成組織は、以下のとおりである。
- 映画演劇関連産業労組共闘会議（映演共闘）
- 全国印刷出版産業労働組合総連合会（全印総連）
- 日本新聞労働組合連合（新聞労連）
- 全国広告関連労働組合協議会（広告労協）
- 日本民間放送労働組合連合会（民放労連）
- 日本音楽家ユニオン（音楽ユニオン）
- 日本出版労働組合連合会（出版労連）
- 電算機関連労働組合協議会（電算労）
- 映画演劇労働組合連合会（映演労連）

かつては日本放送労働組合（日放労）も参加していた。

## 活動・主張
2018年10月18日映演労連第67回定期大会に、来賓として、日本共産党・吉良よし子参議院議員と共に、岩崎貞明事務局長が出席し、二人で映演労連との連帯挨拶をした。大会では、「STOP安倍改憲！平和と民主主義を取り戻し、言論表現の自由を守ろう！」などのスローガン掲げられた。午後の部から全労連野村幸裕事務局長も参加し、「安倍9条改憲阻止」・組織強化と拡大の取り組みなどが語られた。